# Nedine sparatis
Nedine sparatis là một loài bọ cánh cứng trong họ Cerambycidae.